# Langouyrou
Der Langouyrou ist ein Fluss in Frankreich, der im Département Lozère in der Region Okzitanien verläuft. Er entspringt in den nördlichen Cevennen, zwischen den Gipfeln Moure de la Gardille und Moure des Coufours, im Gemeindegebiet von Cheylard-l’Évêque. Er ändert im Oberlauf mehrfach seinen Namen (Valat des Amarinios, Valat de Valescure, Ruisseau des Rébaudes), entwässert generell in nördlicher Richtung und mündet nach rund 19 Kilometern im Ortsgebiet von Langogne als linker Nebenfluss in den Allier. Am Ortseingang von Langogne passiert der Langouyrou knapp südöstlich den Stausee Lac de Naussac.

## Orte am Fluss
- Espradels, Gemeinde Luc
- Saint-Flour-de-Mercoire
- Langogne